# Campylomormyrus orycteropus
Campylomormyrus orycteropus е вид лъчеперка от семейство Mormyridae.

## Разпространение
Видът е разпространен в Демократична република Конго.